# Bellator 87
Bellator LXXXVII é um evento de MMA organizado pelo Bellator Fighting Championships, é esperado para ocorrer em 31 de janeiro de 2013 no Soaring Eagle Casino em Mount Pleasant, Michigan.  O evento será transmitido na Spike TV.

## Background
O evento é esperado para receber as quartas de final do Torneio de Leves do Bellator.
Patricky Pitbull era esperado para enferntar Guillaume DeLorenzi, porém foi obrigado a se retirar da luta no dia da pesagem, alegando uma lesão. Saad Awad que enfrentaria Jason Fischer foi seu substituto. E o substituto de Awad na luta contra Fischer foi Sevak Magakian.